# Boris (együttes)
A Boris japán experimental/doom/noise rock/pszichedelikus együttes. 1992-ben alakult Tokióban.
Nevüket a Melvins együttes ugyanilyen című daláról kapták.
Tagok: Atsuo, Takeshi és Wata. Volt tagok: Nagata. A zenekar híres arról, hogy a tagok csak egy néven szerepelnek. A Boris közreműködött többek között az amerikai Sunn O)))-nal, és egy DVD is készült, melyen három másik japán doom metal zenekarral, a Church of Misery-vel, az Eternal Elysiummal, illetve a Greenmachine-nel együtt játszottak.
A zenekar eredetileg négytagú volt, ám Nagata 1996-ban kiszállt a Boris-ból. A zenekar a „különlegesebb” műfajokban zenél, például pszichedelikus rock, experimental rock, stoner rock, noise rock, avantgarde metal, sludge metal, drone metal.

## Diszkográfia
- Absolutego (1996)
- Amplifier Worship (1998)
- Flood (2000)
- Heavy Rocks (2002)
- Akuma no Uta (2003)
- Boris at Last: Feedbacker (2003)
- The Thing Which Solomon Overlooked (2004)
- Dronevil (2005)
- Soundtrack from Film "Mabuta No Ura" (2005)
- Pink (2005)
- The Thing Which Solomon Overlooked 2 (2006)
- The Thing Which Solomon Overlooked 3 (2006)
- Vein (2006)
- Smile (2008)
- New Album (2011)
- Heavy Rocks (2011)
- Attention Please (2011)
- Praparat (2013)
- Noise (2014)
- The Thing Which Solomon Overlooked Extra (2014)
- Urban Dance (2015)
- Warpath (2015)
- Asia (2015)
- Dear (2017)
- Love and Evol (2019)
- No (2020)